# 1846 en musique classique
| \| • Retour à la chronologie générale de la musique classique • \| |
| Grèce • Rome • Haut Moyen Âge • VIIIe siècle • IXe siècle • Xe siècle • XIe siècle XIIe siècle • XIIIe siècle • XIVe siècle • XVe siècle • XVIe siècle • XVIIe siècle XVIIIe siècle • XIXe siècle • XXe siècle • XXIe siècle |
| • Retour à la chronologie générale de la musique classique • |

| Années en musique classique : 1843 - 1844 - 1845 - 1846 - 1847 - 1848 - 1849    |
| Décennies en musique classique : 1810 - 1820 - 1830 - 1840 - 1850 - 1860 - 1870 |

## Événements

### Créations
- 3 mars : Catarina ou la Fille du bandit, ballet, musique de Cesare Pugni, chorégraphie de Jules Perrot, créé au Her Majesty's Theatre de Londres.
- 3 mai : Symphonie no 2 de Louise Farrenc, créée à Paris
- 6 décembre : La Damnation de Faust, légende dramatique d'Hector Berlioz, créée à l'Opéra Comique, est un échec.

Date indéterminée
- Elias, oratorio, composé par Felix Mendelssohn.
- Le compositeur allemand Robert Schumann écrit sa Quatrième symphonie.

### Autres
- 17 mai : Le facteur d'instruments de musique belge Adolphe Sax dépose à Paris le brevet du saxophone.
- Création du Königliches Conservatorium für Musik à Munich, devenu en 1998 la Hochschule für Musik und Theater München.

## Prix
- Léon Gastinel remporte le Grand Prix de Rome.

## Naissances

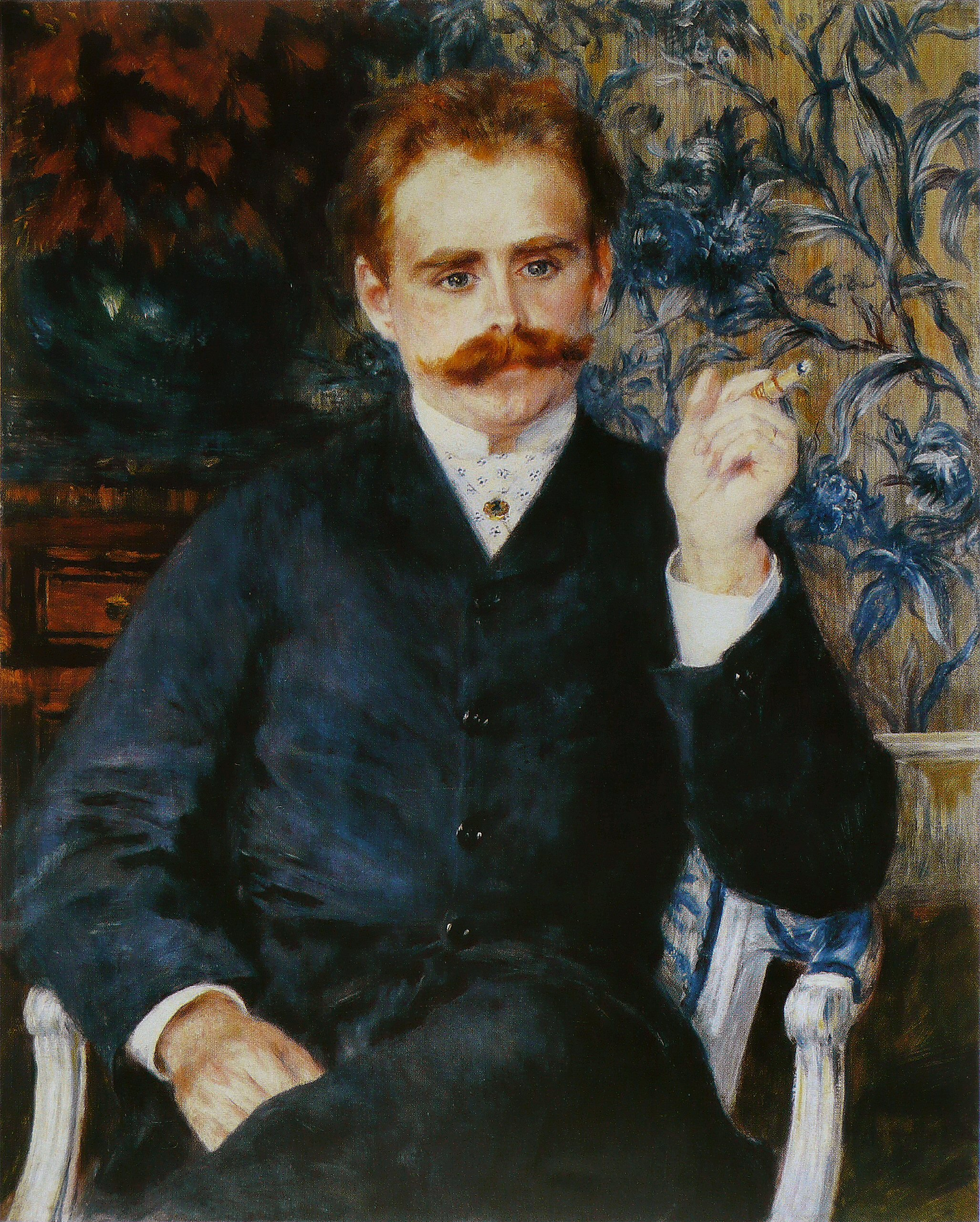
Albert Cahen

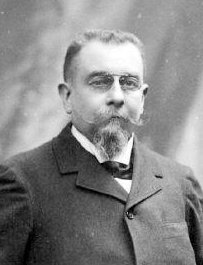
Albert Lavignac

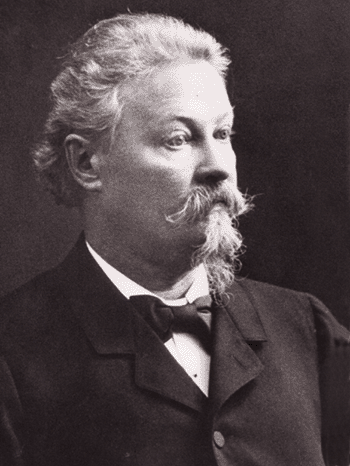
Martin Wegelius

- 8 janvier : Albert Cahen, compositeur français († 27 février 1903).
- 21 janvier : Albert Lavignac, musicographe et pédagogue français († 28 mai 1916).
- 22 février : Ella Adayevskaya, compositrice, pianiste et ethnomusicologue russe († 26 juillet 1926).
- 24 février : Luigi Denza, compositeur italien († 27 janvier 1922).
- 25 février : Ange Flégier, compositeur français († 8 octobre 1927).
- 1er mars : Willem de Mol, compositeur flamand († 7 septembre 1874).
- 14 mars : Bertha von Bruckenthal, compositrice allemande († 18 juillet 1908).
- 19 mars : Franz Servais, compositeur et chef d'orchestre belge († 13 janvier 1901).
- 2 avril : Albert Périlhou, compositeur, organiste et pianiste français († 28 août 1936).
- 9 avril : Francesco Paolo Tosti, compositeur et pédagogue italien († 2 décembre 1916).
- 19 avril : Victor Herpin, compositeur et chef d'orchestre français († 31 mars 1888).
- 29 avril : Henry Schradieck, violoniste, pédagogue et compositeur allemand († 25 mai 1918).
- 30 avril : Karl Piutti, compositeur, organiste, professeur et critique musical allemand († 17 juin 1902).
- 2 mai : Zygmunt Noskowski, pédagogue et compositeur polonais († 23 juillet 1909).
- 5 mai : Federico Chueca, compositeur espagnol († 20 juillet 1908).
- 26 mai : Arthur Coquard, compositeur et critique musical français († 26 août 1910 (à 64 ans)).
- 29 juin : Oskar Rieding, violoniste et compositeur allemand († 7 juillet 1916).
- 30 juin : Riccardo Drigo, compositeur et chef d'orchestre italien († 1er octobre 1930).
- 3 juillet : Achille Alferaki, compositeur russe d'origine grecque († 27 décembre 1919).
- 25 juillet : Fanny Claus, violoniste et altiste française († 16 avril 1877).
- 29 juillet : Sophie Menter, pianiste allemande († 23 février 1918).
- 17 août : Marie Jaëll, pianiste, compositrice et pédagogue française († 4 février 1925).
- 24 août :
  - Paul Rougnon, professeur de musique et compositeur français († 11 décembre 1934).
  - Antoine Taudou, violoniste et compositeur français († 6 juillet 1925).
- 3 septembre : Théodore Lack, pianiste et compositeur français († 25 novembre 1921).
- 20 septembre : Agnes Tyrrell, compositrice et pianiste tchèque  († 18 avril 1883).
- 4 novembre : Gaston Serpette, compositeur, chef d'orchestre et critique français († 4 novembre 1904).
- 7 novembre : Ignaz Brüll, compositeur et pianiste autrichien († 17 septembre 1907).
- 10 novembre : Martin Wegelius, compositeur et pédagogue finlandais (†  22 mars 1906).
- 23 novembre : Ernst von Schuch, chef d'orchestre autrichien († 10 mai 1914).
- 11 décembre : Juan Aberle, chef d'orchestre et compositeur italien qui a fait du Salvador sa seconde patrie († 28 février 1930).
- 21 décembre : Jules Bordier, pianiste, compositeur et chef d'orchestre français († 29 janvier 1896).
- 22 décembre : Andreas Hallén, compositeur suédois († 11 mars 1925).
- 27 décembre : Magda Bugge, compositrice norvégienne († 1er janvier 1924).

Date indéterminée
- Orpheline Olsen, pianiste, musicologue et professeure de musique danoise (° 14 novembre 1910).
- Valentina Serova, compositrice russe († juin 1924).

## Décès
- 3 février : 

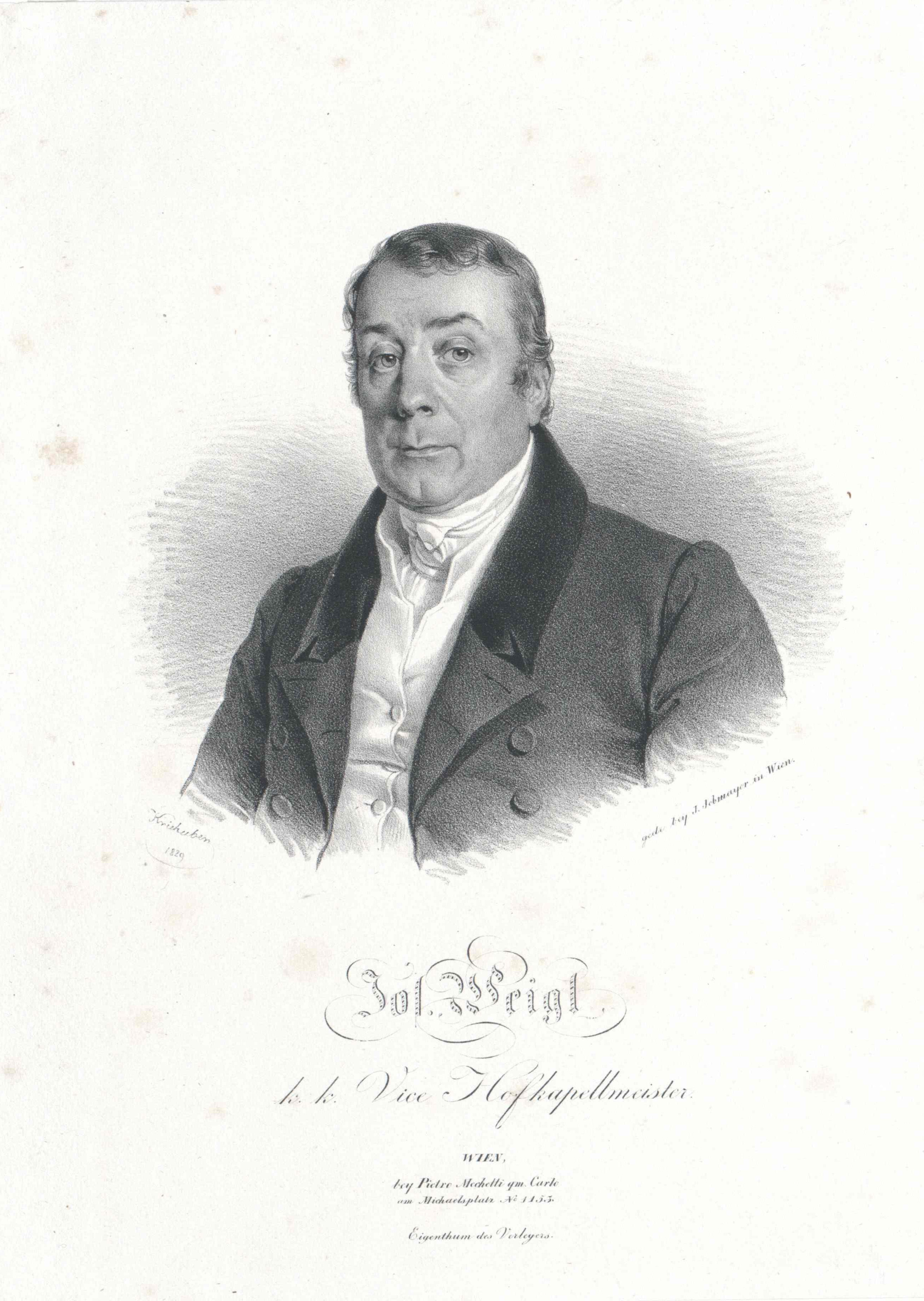
Joseph Weigl

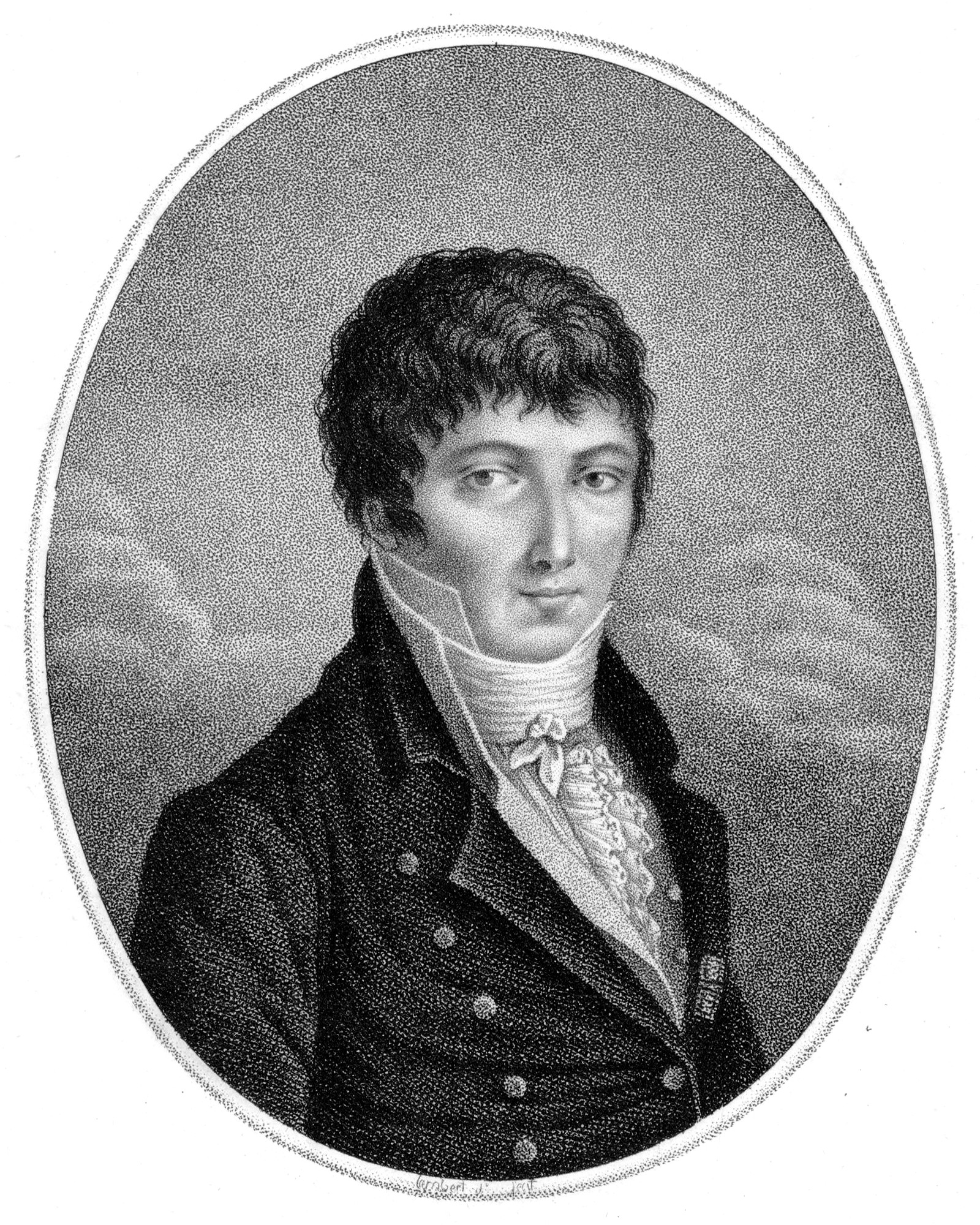
Girolamo Crescentini

  - Pierre Crémont, compositeur et chef d'orchestre français (° 18 juin 1784).
  - Joseph Weigl, compositeur autrichien (° 28 mars 1766).
- 14 février : Claudio Bonoldi, ténor italien (° 26 octobre 1783).
- 16 avril : Domenico Dragonetti, contrebassiste et compositeur italien (° 7 avril 1763).
- 22 avril : Joseph Triebensee, hautboïste et compositeur autrichien († 21 novembre 1772).
- 24 avril : Girolamo Crescentini, soprano italien (° 2 février 1762).
- 3 mai : Charles-Frédéric Kreubé, compositeur français (° 5 novembre 1777).
- 24 juillet : Joseph Leopold Eybler, compositeur autrichien (° 2 juillet 1763).
- 31 juillet : Peter Ritter, violoncelliste et compositeur allemand (° 2 juillet 1763).
- 7 août : Johann Christian Heinrich Rinck, organiste, compositeur et pédagogue allemand (° 18 février 1770).
- 10 août : Johann Simon Hermstedt, clarinettiste allemand (° 29 décembre 1778).
- 4 septembre : Étienne de Jouy, librettiste français (° 19 octobre 1764).
- 17 septembre : Francesco Pollini, compositeur et pianiste italien (° 26 mars 1762).
- 26 octobre : Sophie Weber, chanteuse d'opéra autrichienne (° octobre 1763).
- 29 novembre : Hammamizade İsmail Dede Efendi, compositeur turc (° 9 janvier 1778).
- 12 décembre : Eliza Flower, compositrice et musicienne britannique (° 19 avril 1803).

Date indéterminée
- Johann David Hermann, professeur de piano allemand (° vers 1760).